# Werner Haas

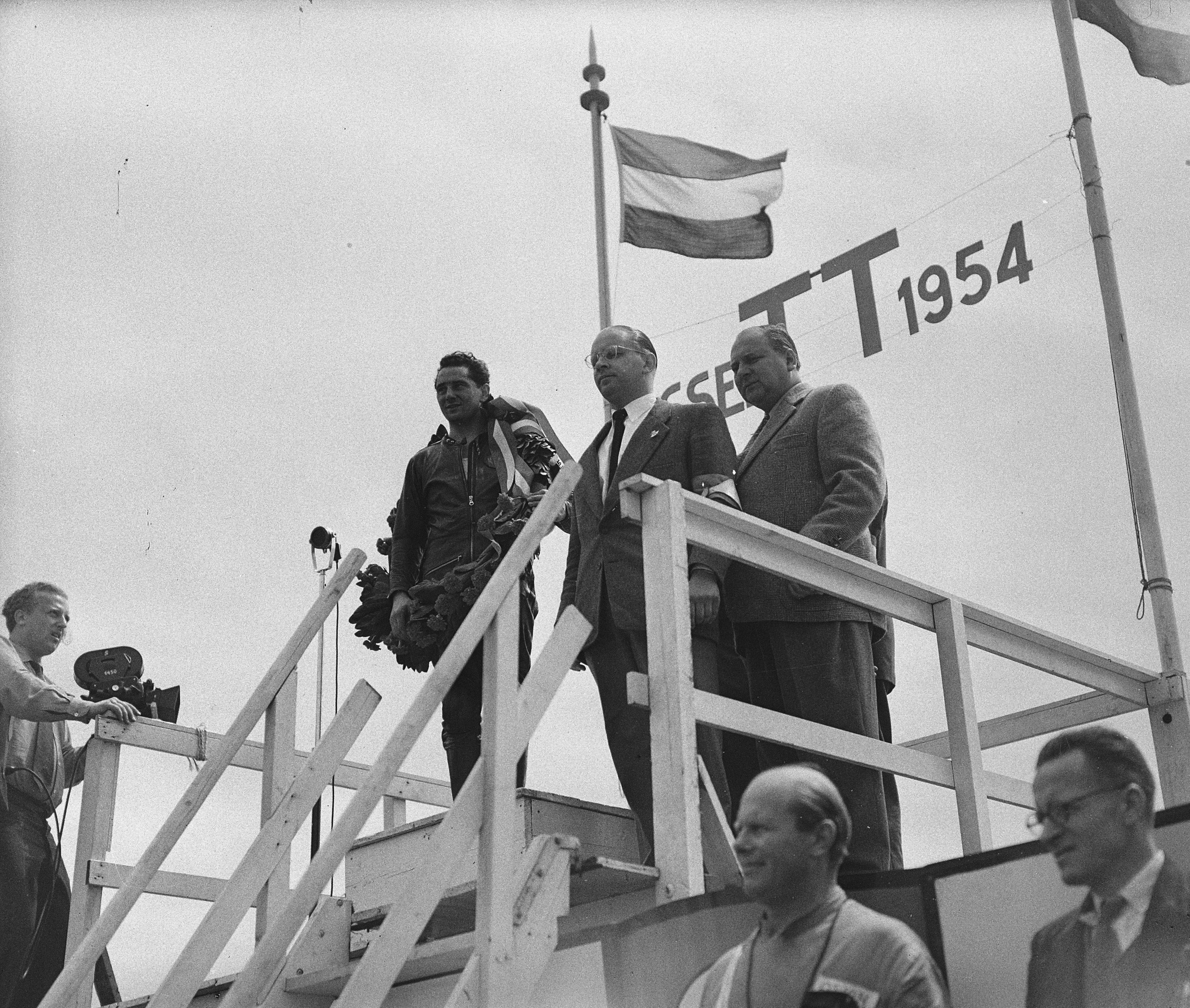
Werner Haas auf dem Podium bei der Dutch TT 1954

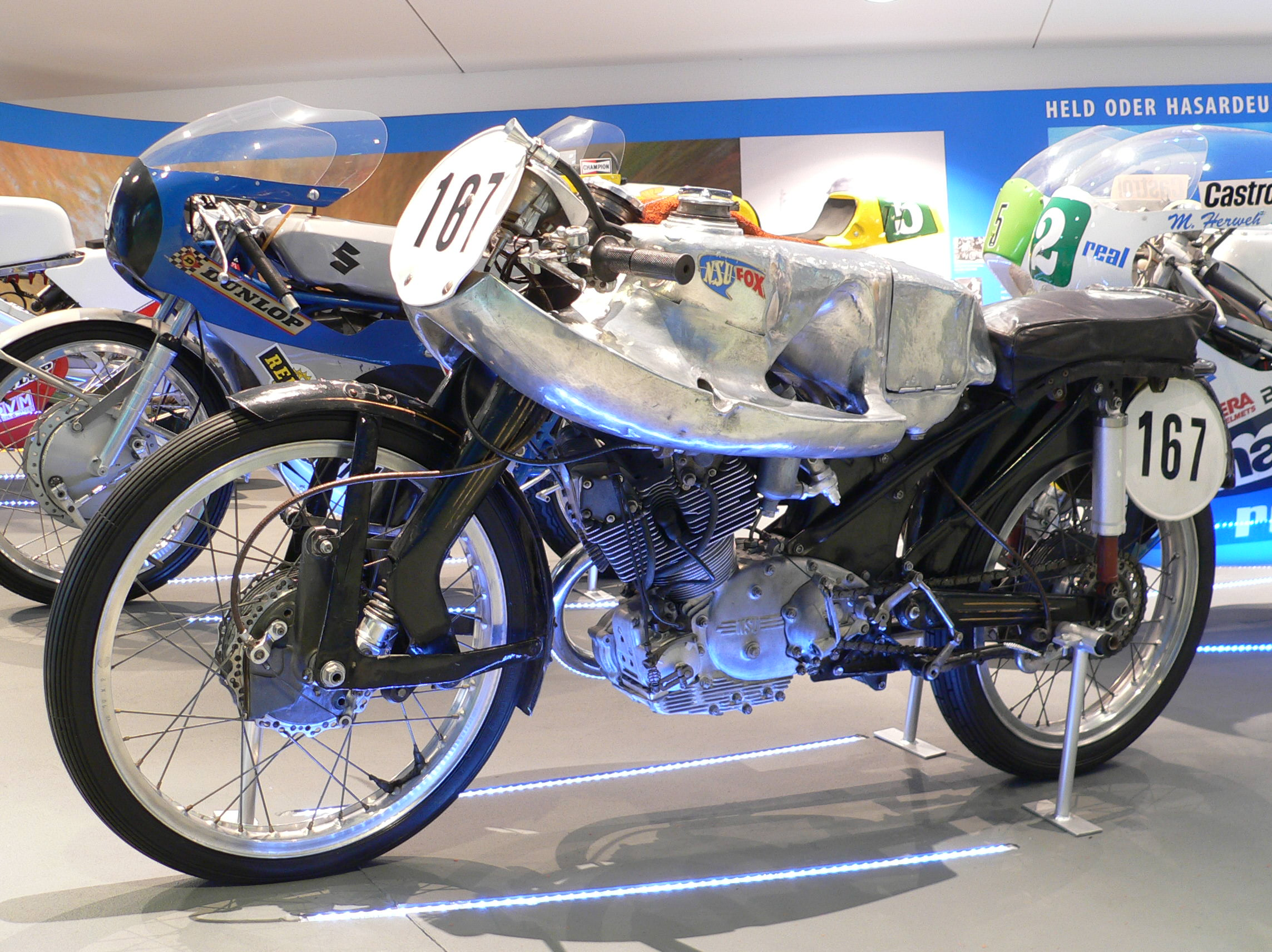
NSU Rennfox R11 von 1953

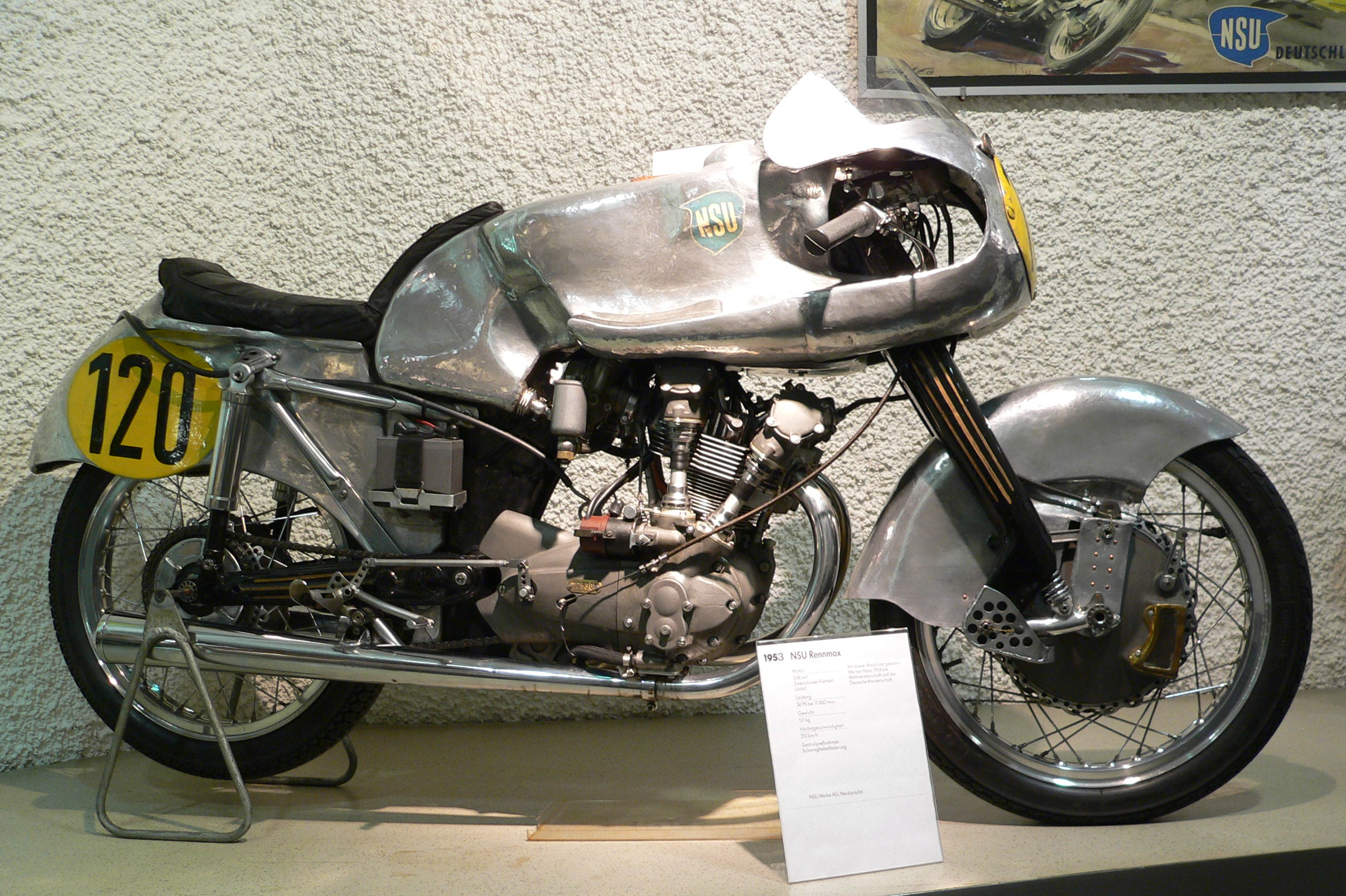
NSU Rennmax von 1953

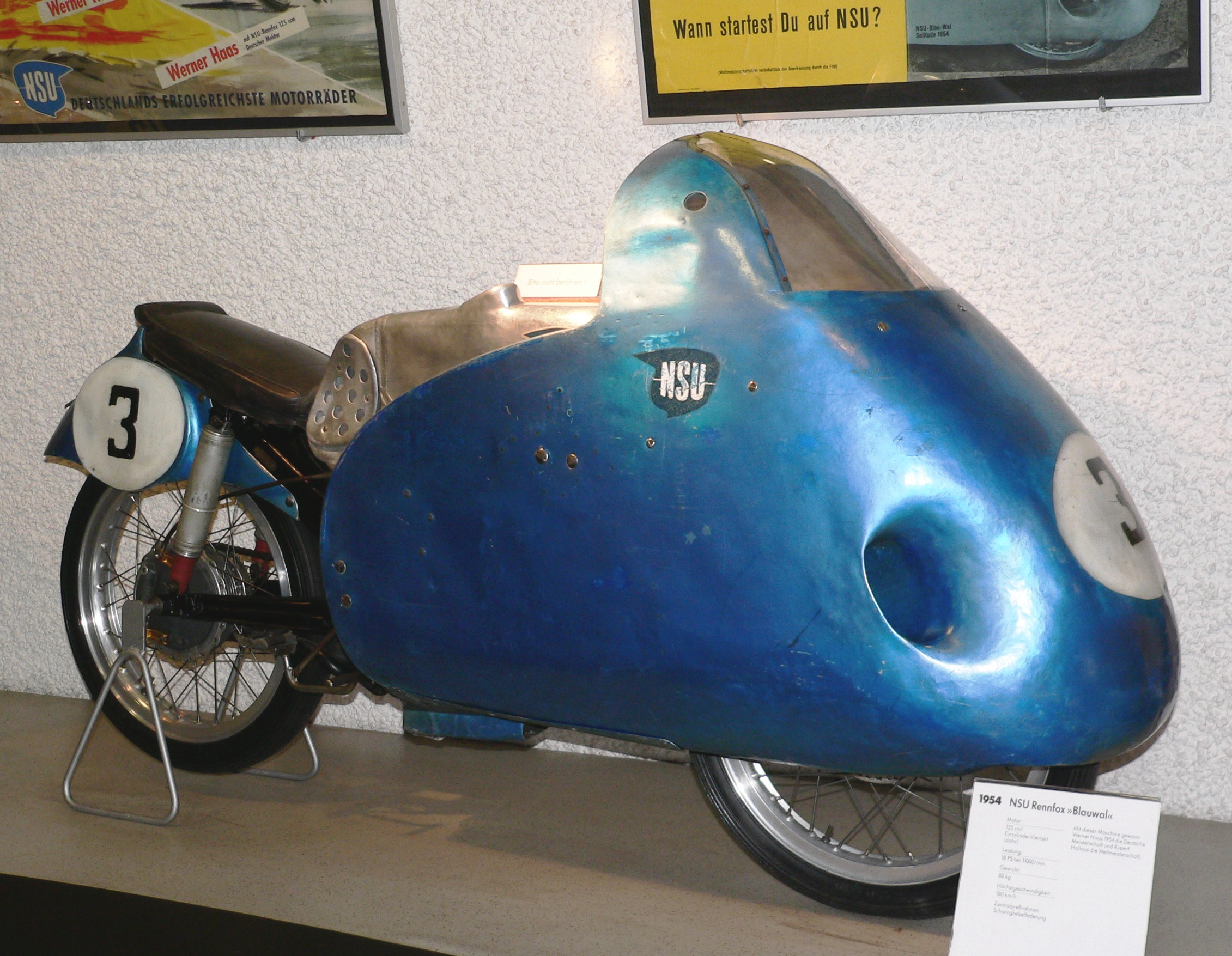
125-cm³-NSU-Rennfox „Blauwal“ der Saison 1954

Werner Haas (* 30. Mai 1927 in Augsburg; † 13. November 1956 bei Neuburg an der Donau durch Flugzeugabsturz) war ein deutscher Motorradrennfahrer und drei Mal Motorrad-Weltmeister auf NSU.

## Leben
Werner Haas wurde als Sohn eines Postschaffners geboren und absolvierte eine Ausbildung zum Kraftfahrzeugmechaniker beim Fuhrpark der damaligen Reichspost. 1945 arbeitete er vorübergehend bei den amerikanischen Streitkräften.
Seine Rennfahrerkarriere begann Werner Haas auf einer alten NSU 500 SS (NSU Bullus). Der Augsburger Ardie-Händler J. Wiedemann unterstützte den jungen Rennfahrer, stellte ihm seine Werkstatt und eine 125-cm³-Ardie zur Verfügung und vermittelte ihm eine Stelle bei Ardie als Versuchsfahrer.
Im Jahr 1952 war Haas mit einem 125-cm³-Puch-Motor im Eigenbaurahmen erfolgreich und fiel der Rennleitung von NSU auf. Als beim Solitude-Rennen im Juli 1952 die Werksfahrer Roberto Colombo und Karl Hofmann im Training gestürzt waren, wurde Werner Haas am Abend vor dem Rennen eine Rennfox von NSU angeboten. Haas nutzte seine Chance und gewann das Rennen, wobei er starke internationale Konkurrenz schlagen konnte.
Für ihn war dies ein Durchbruch, er erhielt bei NSU einen Vertrag als Werksfahrer. In der Motorrad-Weltmeisterschaft 1953 war Werner Haas auf der Rennfox in der 125-cm³-Klasse und der Rennmax in der 250-cm³-Klasse nahezu unschlagbar und wurde überlegen Weltmeister und deutscher Meister in beiden Klassen. Daraufhin wurde er in diesem Jahr zum deutschen Sportler des Jahres gewählt.
Im Jahr 1954 gewann Werner Haas nochmals die 250-cm³-Weltmeisterschaft; den Titel in der 125er-Klasse holte sich sein Teamkollege Rupert Hollaus, der jedoch noch in dieser Saison beim Training vor dem Rennen in Monza tödlich verunglückte. Die Deutsche Meisterschaft gewann er wiederum sowohl bei den 125ern als auch bei den 250ern. In diesem Jahr überreichte ihm Bundespräsident Theodor Heuss das Silberne Lorbeerblatt, in der Bundesrepublik Deutschland die höchste staatliche Auszeichnung für einen Sportler.
Da die FIM ab 1955 keine Marken-Weltmeisterschaft mehr vergab, zogen sich mehrere große Werke, darunter auch NSU und Moto Guzzi, aus dem Straßenrennsport mit Werksrennmaschinen zurück.
Im Jahr 1955 fuhr Werner Haas, wie sein Bruder Otto, auf der NSU Geländemax noch im Motorrad-Geländesport, zog sich dann aber 1956 endgültig vom Zweiradsport zurück. Er schuf sich eine Existenz mit einer DEA-Großtankstelle in seiner Heimatstadt.
Mit einem selbst aufgebauten Mercedes-Benz 300 SL „Gullwing“ nahm er noch am Rallyesport teil und begann nach dem Erwerb der Privatpilotenlizenz im August 1956 zugleich mit der Fliegerei.
Am 13. November 1956 führte Werner Haas auf dem Flugplatz in Neuburg an der Donau Wartungsarbeiten am Motor seiner Jodel D9 aus. Zum Testen flog er eine Platzrunde, dabei stürzte die Maschine in der Dämmerung aus 50 Meter Höhe beim Landeanflug ab. Dieser Absturz beendete das Leben eines der erfolgreichsten deutschen Motorradrennfahrer der Nachkriegszeit. Haas wurde auf dem Augsburger Nordfriedhof bestattet.
In verschiedenen Städten wie Augsburg und Neckarsulm wurden Straßen nach Werner Haas benannt.

## Statistik

### Erfolge
- 1953
  - 125-cm³-Weltmeister auf NSU Rennfox R11
  - 250-cm³-Weltmeister auf NSU Rennmax R22
  - Deutscher 125-cm³-Meister auf NSU
  - Deutscher 250-cm³-Meister auf NSU
- 1954
  - 250-cm³-Weltmeister auf NSU Rennmax R22
  - Deutscher 125-cm³-Meister auf NSU
  - Deutscher 250-cm³-Meister auf NSU
- 11 Grand-Prix-Siege

### Ehrungen
- Deutschlands Sportler des Jahres: 1953

### Isle-of-Man-TT-Siege
| Jahr | Klasse                | Maschine | Durchschnittsgeschwindigkeit |
| ---- | --------------------- | -------- | ---------------------------- |
| 1954 | Lightweight (250 cm³) | NSU      | 90,88 mph (146,26 km/h)      |

## Verweise